# 四方坪站
四方坪站位于中华人民共和国湖南省长沙市开福区车站北路与三一大道交叉口地下，是长沙地铁3号线的地铁车站，南北向布置。

## 车站

### 车站结构
| 地面      |                                          | 地铁出入口                          |  |
| 地下 一层 | 站厅层                                   | 站厅、售票机、客服中心              |  |
| 地下 二层 |                                          | 3号线列车开往广生（下一站：雅雀湖） |  |
| 地下 二层 | 岛式月台，左邊车门将會开启               |                                     |  |
| 地下 二层 | 3号线列车开往湘潭北站 （下一站：丝茅冲） |                                     |  |

### 外观
- 站外升降电梯
- 3号出口
- 3号线列车停靠在四方坪站

## 车站周边
- 国防科技大学
- 麦德龙